# Division 1 1965-1966
La Division 1 1965-1966 è stata la 28ª edizione della massima serie del campionato francese di calcio, disputato tra il 21 agosto 1965 e il 12 giugno 1966 e concluso con la vittoria del Nantes, al suo secondo titolo.
Capocannoniere del torneo è stato Philippe Gondet (Nantes) con 36 reti.

## Avvenimenti

### Novità
Il lotto delle squadre partecipanti fu aumentato a venti; in zona retrocessione venne ripristinata la formula in vigore due stagioni prima, con le ultime due classificate declassate automaticamente e le due successive qualificate per i play-off interdivisionali.

### Stagione
Il torneo venne dominato dal Nantes: inizialmente primi in coabitazione con il Monaco, i campioni uscenti guadagnarono il comando solitario grazie alla prima sconfitta stagionale dei monegaschi, giunta dopo sei giornate. Da quel momento i Canaris diedero il via alla fuga, tallonati principalmente dal Monaco. e dal Valenciennes, che al giro di boa si trovò a -5 dalla capolista. Durante il girone di ritorno emerse il Bordeaux, che tuttavia non fu mai in grado di contrastare la capolista, la quale mise le mani sul secondo titolo con tre gare di anticipo, grazie a un vantaggio di nove punti sui girondini.
A fondo classifica, una peggior differenza reti nei confronti dell'Olympique Lione costrinse il Nîmes agli spareggi interdivisionali con il Lilla; entrambe le squadre occuparono i primi due posti del girone, salvandosi. Chiusero la classifica il Cannes e il Red Star, che nel girone di ritorno persero il contatto sulle altre concorrenti alla salvezza.

## Classifica finale
|  | Pos. | Squadra         | Pt | G  | V  | N  | P  | GF | GS  | DR  |
|  | ---- | --------------- | -- | -- | -- | -- | -- | -- | --- | --- |
|  | 1.   | Nantes          | 60 | 38 | 26 | 8  | 4  | 84 | 36  | +48 |
|  | 2.   | Bordeaux        | 53 | 38 | 22 | 9  | 7  | 84 | 36  | +48 |
|  | 3.   | Valenciennes    | 52 | 38 | 19 | 14 | 5  | 58 | 44  | +14 |
|  | 4.   | Tolosa          | 46 | 38 | 19 | 8  | 11 | 61 | 46  | +15 |
|  | 5.   | Saint-Étienne   | 45 | 38 | 19 | 7  | 12 | 85 | 62  | +23 |
|  | 6.   | Rennes          | 42 | 38 | 18 | 6  | 14 | 80 | 70  | +10 |
|  | 7.   | Sochaux         | 39 | 38 | 15 | 9  | 14 | 61 | 56  | +5  |
|  | 8.   | Strasburgo      | 38 | 38 | 13 | 12 | 13 | 59 | 47  | +12 |
|  | 9.   | Sedan-Torcy     | 38 | 38 | 13 | 12 | 13 | 68 | 58  | +10 |
|  | 10.  | Nizza           | 36 | 38 | 16 | 4  | 18 | 66 | 59  | +7  |
|  | 11.  | Angers          | 36 | 38 | 13 | 10 | 15 | 68 | 66  | +2  |
|  | 12.  | Lens            | 36 | 38 | 13 | 10 | 15 | 55 | 57  | -2  |
|  | 15.  | Monaco          | 35 | 38 | 13 | 9  | 16 | 48 | 54  | -6  |
|  | 14.  | Rouen           | 34 | 38 | 10 | 14 | 14 | 41 | 62  | -21 |
|  | 15.  | Stade Français  | 33 | 38 | 10 | 13 | 15 | 45 | 57  | -12 |
|  | 16.  | Olympique Lione | 33 | 38 | 12 | 9  | 17 | 43 | 56  | -13 |
|  | 17.  | Nîmes           | 33 | 38 | 12 | 9  | 17 | 52 | 67  | -15 |
|  | 18.  | Lilla           | 30 | 38 | 12 | 6  | 20 | 51 | 71  | -20 |
|  | 19.  | Cannes          | 21 | 38 | 6  | 9  | 23 | 37 | 86  | -49 |
|  | 20.  | Red Star        | 20 | 38 | 5  | 10 | 23 | 44 | 100 | -56 |

Legenda:
      Campione di Francia e ammessa alla Coppa dei Campioni 1965-1966.
      Ammesse alla Coppa delle Coppe 1965-1966.
      Ammesse alla Coppa delle Fiere 1965-1966
  Partecipa allo spareggio promozione-retrocessione.
      Retrocesse in Division 2 1965-1966.
Note:
Due punti a vittoria, uno a pareggio, zero a sconfitta.

### Squadra campione
| Formazione tipo | Giocatori (presenze)      |
| --- | ------------------------- |
| Eon Budzynski Le Chenadec De Michele Grabowski Muller Suaudeau Magny Blanchet Gondet Simon                                                                           | Daniel Eon (37)           |
| Eon Budzynski Le Chenadec De Michele Grabowski Muller Suaudeau Magny Blanchet Gondet Simon                                                                           | Georges Grabowski (29)    |
| Eon Budzynski Le Chenadec De Michele Grabowski Muller Suaudeau Magny Blanchet Gondet Simon                                                                           | Gabriel De Michèle (35)   |
| Eon Budzynski Le Chenadec De Michele Grabowski Muller Suaudeau Magny Blanchet Gondet Simon                                                                           | Ramón Muller (30)         |
| Eon Budzynski Le Chenadec De Michele Grabowski Muller Suaudeau Magny Blanchet Gondet Simon                                                                           | Robert Budzynski (34)     |
| Eon Budzynski Le Chenadec De Michele Grabowski Muller Suaudeau Magny Blanchet Gondet Simon                                                                           | Gilbert Le Chenadec (32)  |
| Eon Budzynski Le Chenadec De Michele Grabowski Muller Suaudeau Magny Blanchet Gondet Simon                                                                           | Francis Magny (18)        |
| Eon Budzynski Le Chenadec De Michele Grabowski Muller Suaudeau Magny Blanchet Gondet Simon                                                                           | Jean-Claude Suaudeau (31) |
| Eon Budzynski Le Chenadec De Michele Grabowski Muller Suaudeau Magny Blanchet Gondet Simon                                                                           | Philippe Gondet (37)      |
| Eon Budzynski Le Chenadec De Michele Grabowski Muller Suaudeau Magny Blanchet Gondet Simon                                                                           | Bernard Blanchet (37)     |
| Eon Budzynski Le Chenadec De Michele Grabowski Muller Suaudeau Magny Blanchet Gondet Simon                                                                           | Jacky Simon (30)          |
| Altri giocatori: Claude Robin (28), Joël Prou (15), Bako Toure (11), Gérard Géorgin (7), Jean-Pierre Mourier (3), Rafael Santos (2), André Castel (1), Yves Jort (1) |                           |

## Spareggi

### Spareggio promozione-retrocessione
Le squadre classificatesi al 17º e al 18º posto incontrano la 3ª e la 4ª classificata di Division 2, affrontandosi in un girone all'italiana. Le prime due classificate ottengono la salvezza se iscritte in Division 1 o avanzano di categoria se partecipanti alla seconda divisione. Le ultime due sono retrocesse se militano in Division 1 o non sono promosse se iscritte in seconda serie.
|  | Pos. | Squadra | Pt | G | V | N | P | GF | GS | DR  |
|  | ---- | ------- | -- | - | - | - | - | -- | -- | --- |
|  | 1.   | Lilla   | 5  | 4 | 3 | 0 | 1 | 5  | 2  | +3  |
|  | 2.   | Nîmes   | 4  | 4 | 2 | 1 | 1 | 10 | 5  | +5  |
|  | 3.   | Bastia  | 4  | 4 | 2 | 0 | 2 | 7  | 4  | +3  |
|  | 4.   | Limoges | 1  | 4 | 0 | 1 | 3 | 0  | 11 | -11 |

Legenda:
      Rimane in Division 1 1967-1968.
      Rimane in Division 2 1967-1968.
Note:
Due punti a vittoria, uno a pareggio, zero a sconfitta.

#### Risultati
|         | Risultati |         | Luogo e data   |
| ------- | --------- | ------- | -------------- |
| Bastia  | 2-0       | Lilla   | 19 giugno 1966 |
| Limoges | 0-0       | Nîmes   | 19 giugno 1966 |
|         |           |         |                |
| Lilla   | 1-0       | Limoges | 22 giugno 1966 |
| Nîmes   | 3-2       | Bastia  | 22 giugno 1966 |
|         |           |         |                |
| Bastia  | 3-0       | Nîmes   | 26 giugno 1966 |
| Limoges | 0-3       | Lilla   | 26 giugno 1966 |
|         |           |         |                |
| Lilla   | 1-0       | Bastia  | 29 giugno 1966 |
| Nîmes   | 7-0       | Limoges | 29 giugno 1966 |
|         |           |         |                |

## Statistiche

### Capoliste solitarie
|    | —— | —— | —— | —— | ——     | —— | —— | —— | ——  | ——  | ——  | ——  | ——  | ——  | ——  | ——  | ——  | ——  | ——  | ——  | ——  | ——  | ——  | ——  | ——  | ——  | ——  | ——  | ——  | ——  | ——  | ——  | ——  | ——  | ——  | ——  | ——  | —— |  |
|    |    |    |    |    | Nantes |    |    |    |     |     |     |     |     |     |     |     |     |     |     |     |     |     |     |     |     |     |     |     |     |     |     |     |     |     |     |     |     |    |  |
|    |    |    |    |    |        |    |    |    |     |     |     |     |     |     |     |     |     |     |     |     |     |     |     |     |     |     |     |     |     |     |     |     |     |     |     |     |     |    |  |
|    |    |    |    |    |        |    |    |    |     |     |     |     |     |     |     |     |     |     |     |     |     |     |     |     |     |     |     |     |     |     |     |     |     |     |     |     |     |    |  |
| 1ª | 2ª | 3ª | 4ª | 5ª | 6ª     | 7ª | 8ª | 9ª | 10ª | 11ª | 12ª | 13ª | 14ª | 15ª | 16ª | 17ª | 18ª | 19ª | 20ª | 21ª | 22ª | 23ª | 24ª | 25ª | 26ª | 27ª | 28ª | 29ª | 30ª | 31ª | 32ª | 33ª | 34ª | 35ª | 36ª | 37ª | 38ª |    |  |

#### Primati stagionali
Squadre
- Maggior numero di vittorie: Nantes (26)
- Minor numero di sconfitte: Nantes (4)
- Migliore attacco: Saint-Étienne (55)
- Miglior difesa: Nantes e Bordeaux (36)
- Miglior differenza reti: Nantes e Bordeaux (+48)
- Maggior numero di pareggi: Rouen (14)
- Minor numero di pareggi: Nizza (4)
- Maggior numero di sconfitte: Cannes e Red Star (23)
- Minor numero di vittorie:  Red Star (5)
- Peggior attacco: Cannes (37)
- Peggior difesa: Red Star (100)
- Peggior differenza reti: Red Star (-56)

### Individuali

#### Classifica marcatori
| Gol | Rigori |  | Giocatore             | Squadra         |
| --- | ------ |  | --------------------- | --------------- |
| 36  | 3      |  | Philippe Gondet       | Nantes          |
| 26  |        |  | Robert Herbin         | Saint-Étienne   |
| 23  | 2      |  | Michel Lafranceschina | Sochaux         |
| 22  |        |  | André Guy             | Lilla           |
| 21  | 1      |  | Héctor De Bourgoing   | Bordeaux        |
| 21  | 6      |  | Rachid Mekloufi       | Saint-Étienne   |
| 20  | 1      |  | Daniel Rodighiero     | Rennes          |
| 18  | 3      |  | Laurent Robuschi      | Bordeaux        |
| 17  |        |  | Didier Couécou        | Bordeaux        |
| 17  | 1      |  | Georges Lech          | Lens            |
| 16  |        |  | Mohamed Lekkak        | Rouen           |
| 15  |        |  | Fleury Di Nallo       | Olympique Lione |
| 15  | 2      |  | Serge Masnaghetti     | Valenciennes    |

## Percorso dei club nelle coppe europee
| Club           | Competizione       | Risultato   | Ultimo avversario            |
| -------------- | ------------------ | ----------- | ---------------------------- |
| Nantes         | Coppa dei Campioni | Primo turno | Partizan(0-2; 2-2)           |
| Rennes         | Coppa delle Coppe  | Primo turno | Dukla Praga (0-2; 0-0)       |
| Strasburgo     | Coppa delle Fiere  | Primo turno | Milan (0-1; 2-1; 1-1 d.t.s.) |
| Stade Français | Coppa delle Fiere  | Primo turno | Porto (0-0; 0-1)             |
| Bordeaux       | Coppa delle Fiere  | Primo turno | Sporting Lisbona (0-4; 1-6)  |